# Екстремен лов на духове
„Екстремен лов на духове“ (на английски: Extreme Ghostbusters) е американски анимационен сериал и продължение на анимционния сериал „Истинските ловци на духове“. Той е част от франчайза „Ловци на духове“. Излъчен е за пръв път в края на 1997 г. и в него участва екип от по-млади ловци, водени от ветерана Игън Спенглър.

## Актьорски състав
- Морис Ламарш – Игон Спенглър
- Пат Мюзик – Джанин Мелниц
- Рино Романо – Едуардо Ривера
- Алфонсо Риберо – Роланд Джаксън
- Джейсън Марсдън – Гарет Милър
- Тара Шарендоф – Кайли Грифин
- Били Уест – Слузльо

## Епизоди
Епизодите на „Екстремен лов на духове“ с оригиналните дати на излъчване в САЩ и България.
| Номер | Заглавие                       | Първо излъчване в САЩ | Първо излъчване в България |
| ----- | ------------------------------ | --------------------- | -------------------------- |
| 01    | Darkness at Noon, Part 1       | 1 септември 1997 г.   | 31 май 2008 г.             |
| 02    | Darkness at Noon, Part 2       | 2 септември 1997 г.   | 7 юни 2008 г.              |
| 03    | The True Face of a Monster     | 3 септември 1997 г.   | 14 юни 2008 г.             |
| 04    | Fear Itself                    | 4 септември 1997 г.   | 21 юни 2008 г.             |
| 05    | Deadliners                     | 5 септември 1997 г.   | 28 юни 2008 г.             |
| 06    | Casting the Runes              | 8 септември 1997 г.   | 5 юни 2008 г.              |
| 07    | The Infernal Machine           | 9 септември 1997 г.   | 12 юли 2008 г.             |
| 08    | Home is Where the Horror Is    | 10 септември 1997 г.  | 19 юли 2008 г.             |
| 09    | Killjoys                       | 11 септември 1997 г.  | 26 юли 2008 г.             |
| 10    | The Unseen                     | 12 септември 1997 г.  | 2 август 2008 г.           |
| 11    | The Crawler                    | 22 септември 1997 г.  | 9 август 2008 г.           |
| 12    | The Pied Piper of Manhattan    | 23 септември 1997 г.  | 16 август 2008 г.          |
| 13    | Be Careful What You Wish For   | 24 септември 1997 г.  | 23 август 2008 г.          |
| 14    | Grease                         | 25 септември 1997 г.  | 30 август 2008 г.          |
| 15    | The Jersey Devil Made Me Do It | 26 септември 1997 г.  | 6 септември 2008 г.        |
| 16    | Dry Spell                      | 29 септември 1997 г.  | 13 септември 2008 г.       |
| 17    | Sonic Youth                    | 30 септември 1997 г.  | 20 септември 2008 г.       |
| 18    | Ghost Apocalyptic Future       | 1 октомври 1997 г.    | 27 септември 2008 г.       |
| 19    | Bird of Prey                   | 2 октомври 1997 г.    | 4 октомври 2008 г.         |
| 20    | Seeds of Destruction           | 3 октомври 1997 г.    | 11 октомври 2008 г.        |
| 21    | The Luck of the Irish          | 3 ноември 1997 г.     | 18 октомври 2008 г.        |
| 22    | The Ghostmakers                | 4 ноември 1997 г.     | 25 октомври 2008 г.        |
| 23    | Slimer's Sacrifice             | 5 ноември 1997 г.     | 1 ноември 2008 г.          |
| 24    | Grundelesque                   | 6 ноември 1997 г.     | 8 ноември 2008 г.          |
| 25    | In Your Dreams                 | 7 ноември 1997 г.     | 15 ноември 2008 г.         |
| 26    | Moby Ghost                     | 10 ноември 1997 г.    | 22 ноември 2008 г.         |
| 27    | Fallout                        | 12 ноември 1997 г.    | 29 ноември 2008 г.         |
| 28    | Eyes of a Dragon               | 13 ноември 1997 г.    | 28 декември 2008 г.        |
| 29    | Till Death Do We Start         | 14 ноември 1997 г.    | 29 декември 2008 г.        |
| 30    | Glutton for Punishment         | 24 ноември 1997 г.    | 29 декември 2008 г.        |
| 31    | Ghost in the Machine           | 25 ноември 1997 г.    | 30 декември 2008 г.        |
| 32    | Dog Days                       | 26 ноември 1997 г.    | 30 декември 2008 г.        |
| 33    | Mole People                    | 27 ноември 1997 г.    | 31 декември 2008 г.        |
| 34    | A Temporary Insanity           | 28 ноември 1997 г.    | 31 декември 2008 г.        |
| 35    | Rage                           | 1 декември 1997 г.    | 1 януари 2009 г.           |
| 36    | Heart of Darkness              | 2 декември 1997 г.    | 1 януари 2009 г.           |
| 37    | The Sphinx                     | 5 декември 1997 г.    | 3 януари 2009 г.           |
| 38    | Witchy Woman                   | 8 декември 1997 г.    | 3 януари 2009 г.           |
| 39    | Back in the Saddle, Part 1     | 3 декември 1997 г.    | 2 януари 2009 г.           |
| 40    | Back in the Saddle, Part 2     | 4 декември 1997 г.    | 2 януари 2009 г.           |

## „Екстремен лов на духове“ в България
В България сериалът започва излъчване на 31 май 2008 г. по Нова телевизия, всяка събота от 08:30. След епизода на 29 ноември има пауза от един месец, като излъчването продължава с епизод на 28 декември, а от 29 декември е всеки делничен ден от 06:00 по два епизода. Сериалът приключва на 3 януари 2009 г. Ролите се озвучават от артистите Елена Русалиева, Борис Чернев, Николай Николов и Васил Бинев.